# الدقنوش (مسرحية)
الدقنوش أو الصرد (بالإنجليزية: The Shrike)‏  أو محاولة انتحار  هي مسرحية كتبها الكاتب الأمريكي جوزيف كرام . المسرحية نالت جائزة بوليتزر عن فئة الدراما في عام 1952.

## عن المسرحية
أخذت المسرحية اسمها من اسم طائر الدقنوش الذي يوصف بأنه طائر بريء رقيق جميل وناعم في مظهره إلا أنه محب لطعن ضحاياه على الشوك وقتلهم بشكل قاسي.
تحكي المسرحية الميلودرامية والتي سردت أحداثها بطريقة وثائقية عن مشاكل اجتماعية شائعة بداية بتأكيدها حقيقة من وجهة نظرها مفادها أن التدليس والملاوعة والمجاملات وإخبار الناس ما يحبون سماعه هو الطريق الأنجع للوصول إلى هدفك عندما تكون الطرف الأضعف في ظرف ما أو عند احتكامك لطرف أقوى منك؛ وأن قولك الحقيقة المجردة لن يوصلك إلا لتعقيد مشاكلك أكثر، كما وألقت الضوء على سعي الإنسان لمقاومة ما لا يؤمن به ولا يريده، استسلام الإنسان وخنوعه، الحرية، الحب، اليأس، الخوف، قوة السلطة، ألمحت أيضا إلى مدى تأثير انطباع البشر الأول على قرارتهم، الروتين اليومي الممل والمؤدي إلى عدم الاكتراث في جودة ما يقوم الإنسان به، العلاقات العائلية والصدمة التي تعتري الإنسان ببعض أفراد عائلته عند وقوعه في مشكلة كبيرة وتحولهم لأناس لا يعرفهم.
تم دمج كل هذا في أحداث مسرحية قوية ومترابطة وممتعة.

## ملخص القصة
تدور أحداث المسرحية في جناح الأمراض العقلية في مستشفى المدينة، تبدأ بدخول جيم دونز إليه بعد قيامه بمحاولة انتحار وبلعه 156 قرصا منوما، وجيم هذا كاتب ومخرج مسرحي في الثانية والأربعين من عمره عانى خلال سنتين ماضيتين من عدم وجود عمل له في المسرح، وكان يكسب القليل من عمله مدرسا خاصا، وفي آخر أيامه وصل حد الإفلاس التام، إلى جانب مشاكله مع زوجته المنفصلة عنه آن دونز والتي تزوجها قبل تسعة أعوام وانفصل عنها بعد فزعه من سعيها الحثيث للسيطرة عليه، وهي تشبه طائر الدقنوش فرغم قساوة أفعالها إلا أن لا أحد يصدق ذلك عنها ودائما ما تكسب تعاطف الناس، بعد دخوله القسم بدأ محاولاته لإقناع الأطباء بسلامة قواه العقلية وضرورة إخراجه من المستشفى إلا أنه فوجئ بأنه محاصر قانونيا وأن الأطباء قد أدرجوه بين المرضى الخطرين ووجد أن الأطباء أصبحوا معجبين جدا بزوجته وتفانيها في سبيل زوجها وأصبحت بسحر شخصيتها قادرة على التأثير عليهم بشكل قوي ودفعهم لأخذ قرارات تمنع خروج جيم حتى يقبل بالعودة إليها والانفصال عن صديقته شارلوت.
يدرك جيم بعد ثلاثة أسابيع أن السبيل الوحيد للخروج من المستشفى هو قول ما يريد الأطباء سماعه في اختباراتهم وإن كان مخالفا للحقيقة و الخنوع لمطالب آن وقبول الخروج تحت رعايتها والانفصال عن شارلوت وأن هذا أحسن الخيارات المرة، وبهذا خرج من سجن المستشفى لسجن زوجته.

## شخصيات المسرحية
- جيم دونز : كاتب ومخرج مسرحي في الثانية والأربعين من عمره.
- آن دونز : ربة منزل، في الثانية والأربعين من عمرها، عملت في بداية شبابها في المسرح وتزوجت جيم قبل تسع سنوات وانفصلت عنه.
- دكتور شليزنغر : رئيس جناح الأمراض العقلية في المستشفى.
- دكتور كرامر : طبيب للأمراض الجسدية في القسم، في منتصف الثلاثينات.
- الدكتورة بارو : طبيبة نفسية في القسم.
- دكتور بيلمان : طبيب نفسي في الثانية والثلاثين.
- مس كاردل : طالبة تمريض في العنبر رقم 3.
- مس هانسن : ممرضة في منتصف العمر.
- مس وينغيت: ممرضة في العنبر رقم 1.
- مستر غروسبيرغ: موظف ملاحظة وخدمة في القسم.
- مستر بيركنز :موظف ملاحظة وخدمة في القسم.
- مستر غريغوري : موظف ملاحظة وخدمة في القسم.
- هاري دونز :أخو جيم وهو رجل أعمال في مجال التأمينات يسكن في مدينة صغيرة بعيدة نسبيا.
- مستر فليمنغ : مريض في العنبر رقم 3.
- سام تاغار : مريض يهودي في السابعة والعشرين من عمره.
- جورج أوبراين : مريض في العشرين من عمره ذو لكنة إسبانية.
- جون أنكريتيس : مريض يوناني.
- جو ميجور : مريض زنجي في الثلاثين من عمره.
- مستر كارلايل : مريض عجوز.
- مستر شلوس : مريض عنيف لحد ما.

### شخصيات لا تظهر على خشبة المسرح
- شارلوت : صديقة جيم.
- جو ويليامز : منتج مسرحي.
- دكتور ديفيدسون: طبيب آل دونز.
- دكتور ووكر : طبيب نفسي من معارف جيم شاركه كتابة مسرحية قبل أربع سنوات.

## العرض الأول
كانت المسرحية التاسعة لجوزيف كرام، إلا أنها أول مسرحياته المتقنة.
أنتج المنتج خوسيه فيرير المسرحية في عام 1952، وكان قد علم بمشروعها منذ عام 1950.تم عرضها لأول مرة في برودواي على مسرح كورت في 15 يناير 1952 وأغلقت في 31 مايو 1952 بعد 161 عرضا، كان خوسيه فيرير منتجا ومخرجا وممثلا في تلك العروض، حيث جسد فيها شخصية جيم دونز.

## الجوائز والأفلام
- فاز جوزيف كرام بجائزة بوليتزر عن فئة الدراما عن مسرحيته الدقنوش عام 1952.
- فاز خوسيه فيرير بجائزة توني عن أدائه وإخراجه في المسرحية، عام 1952.
- تم تحويل المسرحية لفيلم بنفس الاسم عام 1955.